# Expedice 19
Expedice 19 byla devatenáctou expedicí Mezinárodní vesmírné stanice (ISS). Velitel Gennadij Padalka s Michaelem Barrattem a Charlesem Simonyim ze 16. návštěvní expedice odstartovali 26. března 2009 v 7:49 EDT, na ISS se k nim připojil Kóiči Wakata z předešlé expedice. Expedice 19 byla poslední expedicí s tříčlennou posádkou. Po příletu Sojuzu TMA-15 29. května 2009 bylo označení mise změněno na Expedice 20, která má již šestičlennou posádku.

## Posádka
- Gennadij Padalka (3), velitel,[1] Roskosmos (CPK)
- Michael Barratt (1), palubní inženýr 1, NASA
- Kóiči Wakata (3), palubní inženýr 2, JAXA

V závorkách je uveden dosavadní počet letů do vesmíru včetně této mise.

## Záložní posádka
- Jeffrey Williams, velitel, NASA
- Maxim Surajev, palubní inženýr 1, Roskosmos (CPK)
- Sóiči Noguči, palubní inženýr 2, JAXA

## Časový plán mise
- datum startu Sojuzu TMA-14: 26. března 2009
- přílet ke stanici: 28. března 2009
- převzetí stanice od Expedice 18: 28. března – 8. dubna 2009
- Expedice 19 na ISS: 8. dubna – 29. května 2009

## Detaily mise

### Přílet ke stanici
Hlavní část dlouhodobé posádky odstartovala 26. března 2009 z kosmodromu Bajkonur v kosmické lodi Sojuz TMA-14. Velitel Expedice 19 ruský kosmonaut Gennadij Padalka a palubní inženýr Michael Barratt vzlétli spolu s již podruhé letícím vesmírným turistou Charlesem Simonyim. Sojuz se připojil ke stanici k modulu Zvezda 28. března 2009. Kvůli závadě v automatické navigaci musel přistání ručně řídit Gennadij Padalka.
K nové posádce ISS se připojil japonský astronaut Kóiči Wakata, který se na vesmírnou stanici dostal s raketoplánem Discovery při misi STS-119 již 15. března 2009 a krátce pracoval jako člen Expedice 18.
Členové posádek Expedice 18 a Expedice 19 si Mezinárodní vesmírnou stanici předali a zbylá část posádky Expedice 18 Jurij Lončakov a Michael Fincke spolu se Simonyim přistála 8. dubna 2009 v Sojuzu TMA-13 v Kazachstánu.

### Progress M-66 a M-02M
Krátce po příletu na ISS musela posádka připravit nákladní zásobovací loď Progress M-66 (ISS-32P) k odpojení. Loď se od ISS odpojila 6. května 2009 a tím uvolnila port na modulu Pirs pro přílet nové nákladní lodě Progress M-02M (ISS-33P).
Ta odstartovala z kosmodromu Bajkonur 7. května 2009 a se stanicí se spojila 12. května 2009, přivezla 2510 kg zásob včetně pohonných látek.

### Rozšíření posádky ISS
Posádka Expedice 19 pokračovala ve vědeckých experimentech a údržbě stanice. Připravovala také vybavení stanice na rozšíření posádky na šest členů, které proběhlo na konci května příletem Sojuzu TMA-15. Poté se označení expedice změnilo na Expedice 20.